# Eochaid Iarlaithe mac Lurgain
Eochaid Iarlaithe mac Lurgain (mort en 666) est le 10e roi du Dál nAraidi des Cruithnes en Ulaid (Ulster). Il est le fils de Fiachnae mac Báetáin († 626) un roi régional d'Ulaid et potentiel Ard ri Erenn. Il est issu de la principale dynastie régnant du Dál nAraidi connue sous le nom de  Uí Chóelbad implantée en Mag Line, à l'est de la cité d'Antrim dans l'actuel comté d'Antrim.

## Règne
Aux VIe et VIIe siècles, le Dál nAraidi faisait partie d'une confédération de tribus Cruithnes en Ulaid (Ulster) dont ils étaient les membres dominants. La chronologie des roi de Dál nAraidi est difficile à établir entre la  Bataille de Magh Rath en 637 et la peste de 666. Il est probable qu'il règne entre 646 et 666. Les Annales d'Ulster lui donnent le titre de Roi des Cruithne lors de l'obiit de sa mort en 666 et il est mentionné dans les listes de Rois .
Un récit en moyen irlandais du Xe siècle, « Fingal Rónáin » (Le meurtre de Rónán), également connu sous le nom de « Aided Máele Fothartaig meic Rónáin » (Le meurtre de  Máel Fothartaig mac Rónáin) conservé dans les Annales fragmentaires d'Irlandedonne des détails relatifs à  Eochaid . La jeune sœur d' Eochaid avait épousé le vieux Rónán Crach mac Áedo des Uí Máil du Leinster, mais elel tombe amoureuse de son beau-fils Máel Fothartaig et tente de la séduire. Il repousse ses avances et elle le dénonce à son mari en prétendant qu'il a tenté de la prendre de force. Son époux tue alors son fils. Plus tard les frères adoptifs de  Máel Fothartaig tuent Eochaid Iarlaithe par vengeance.

## Postérité
Le fils d'Eochaid Lethlobar mac Echach († 709) sera également roi de Dál nAraidi.

## Sources
- (en) Ouvrage collectif sous la direction de Edel Bhreathnach, The Kingship and landscape of Tara, Dublin, Four Courts Press, 2005 (ISBN 1851829547), p. 192-193.
- (en) Francis John Byrne, Irish Kings and High-Kings, Dublin, Courts Press History Classics, 2001 (ISBN 1-851-82-196-1), p. 287 Jings of Ulster (Cruthin) Table n°7.
- (en) Gearóid Mac Niocaill, Ireland before Vikings, Dublin, Gill & Macmillan, 1972 (ISBN 0-71710-558-X), p. 138 Rulers of Dál nAraide 625-792